# Sobieski Żagań
Sobieski Arena Żagań – polski męski klub siatkarski z siedzibą w Żaganiu, będący kontynuatorem tradycji działającej od 1958 do 1987 sekcji piłki siatkowej mężczyzn Czarnych Żagań. Właścicielem drużyny jest 11 Lubuska Dywizja Kawalerii Pancernej.